# Paramenesia
Paramenesia — род жесткокрылых из семейства усачей.

## Описание
Бока надкрылий с резво выступающей плечевой жилкой волосистой полоской, загнутой на вершине под острым углом по направлению внутрь и образующей на скате поперечную перевязь.

## Систематика
В составе рода:
- Paramenesia kasugensis (Seki et Kobayashi, 1935)
- Paramenesia nigrescens Breuning, 1966
- Paramenesia subcarinata (Gressitt, 1951)
- Paramenesia theaphia (Bates, 1884)